# Emberre támadt az eb
Az Emberre támadt az eb (eredeti cím: Dog Bites Man) egy amerikai szórakoztató sorozat, amelyet Dan Mazer készített. Témája és humora ellenére nem lett népszerű és hosszú életű ez a sorozat, mindössze 1 évadot élt meg 10 epizóddal, amelyből egyet nem vetítettek. Az Emberre támadt az eb című műsor főszereplője a jól ismert Zach Galifianakis volt. Társai A.D. Miles, Andrea Savage és Matt Walsh voltak. Volt korábban egy hasonló témájú műsora a Comedynek, Crossballs címmel, amely szintén nem lett túl hosszú életű. 
Ezt a szórakoztató műsort a Comedy Central sugározta Amerikában 2006. július 7.-től ugyanazon év augusztus 9.-éig. 22 perces egy epizód. Magyarországon szintén a Comedy Central mutatta be 2009. február 26-án.

## Cselekmény
A műsor a híradók és híradósok paródiája, azokat mutatja be szatirikusan. Ez is egy ál-dokumentumfilm (mockumentary).